# Mega Spileo

Kloster Mega Spileon

Mega Spileo (griechisch Μέγα Σπήλαιο ‚große Höhle‘) ist ein Kloster in Griechenland, zwischen dem Golf von Korinth und der Kleinstadt Kalavryta im Regionalbezirk Achaia in der Region Westgriechenland an und unter einer Felswand gelegen.
Die drei untersten Stockwerke erfüllen den Raum einer Höhle, die höheren waren darüber wie Schwalbennester an die noch etwa 190 Meter ansteigende Felswand geklebt. In der im zweiten Stock befindlichen Kirche wird ein Marienbild als Werk des Apostels Lukas gezeigt, welchem das Kloster seinen Ruf als Wallfahrtsort verdankt.
Das nach Gründungslegenden aus dem 4. Jahrhundert stammende Kloster wurde im 13. Jahrhundert von der Kaiserin Euphrosyne neu begründet und erhielt seine heutige Gestalt im Jahr 1640. An der Wende zum 20. Jahrhundert galt es als größtes und angesehenstes Kloster Griechenlands mit (1889) 109 Bewohnern. Am 8. Dezember 1943 wurde es von der deutschen Wehrmacht zerstört, dabei wurden auch 22 Mönche und Besucher ermordet. Nach dem Krieg wurde das Kloster wieder aufgebaut.